# Acalypha jubifera
Acalypha jubifera är en törelväxtart som beskrevs av Henry Hurd Rusby. Acalypha jubifera ingår i släktet akalyfor, och familjen törelväxter. Inga underarter finns listade i Catalogue of Life.